# Arne Dahl: Misterioso
Arne Dahl: Misterioso är en svensk drama-thriller från 2011 som är regisserad av Harald Hamrell med Malin Arvidsson, Irene Lindh, Claes Ljungmark och Magnus Samuelsson i huvudrollerna. Filmen är en filmatisering av författaren Jan Arnalds roman Misterioso, skriven under pseudonymen Arne Dahl. Filmen är producerad av Filmlance International. Arne Dahl: Misterioso visades på SVT 1 den 27 och 28 december 2011 och släpptes på video den 4 januari 2012.

## Handling
Efter att en rad högt uppsatta svenska finansmän plötsligt har börjat mördas fler nätter i följd inrättar rikskriminalen en specialenhet, A-gruppen där kriminalkommissarie Jenny Hultin (Irene Lindh) är chef, bestående av sex poliser från hela landet för att lösa morden. Men trots att mördaren inte lämnar några bevis alls kvar på mordplatsen så är Arto Söderstedt (Niklas Åkerfelt) från början inne på att det kan handla om en ensam galning som utfört morden, medan andra spår leder mot Baltikum. Så i sökandet efter bevis åker Viggo Norlander (Claes Ljungmark) till Estland för att träffa polischefen Kalju Laikmaa.

## Om filmen
Misterioso är den första av fem filmatiseringar av Arne Dahls böcker som är inspelade 2011-2012. De övriga fyra är Ont blod, Upp till toppen av berget, De största vatten och Europa Blues.
Därefter följde en andra omgång filmatiseringar med start 2015.

## Rollista
- Malin Arvidsson - Kerstin Holm
- Irene Lindh - Jenny Hultin
- Claes Ljungmark - Viggo Norlander
- Magnus Samuelsson - Gunnar Nyberg

- Shanti Roney - Paul Hjelm
- Matias Varela - Jorge Chavez
- Niklas Åkerfelt - Arto Söderstedt